# Loren Acuña
Loren Acuña (General Artigas, Itapúa, Paraguay; 7 de mayo de 1969) es una actriz paraguaya con amplia trayectoria en el cine argentino, así como también en la televisión de ese país. Es la protagonista de la película premiada Madraza.

## Carrera
Loren desde los 6 años que su madre fallece supo que su camino era la actuación y el mundo de la interpretación. Llegó a Buenos Aires sin compañía, bajo "la inconsciencia de la adolescencia", con el objetivo de estudiar Ingeniería en Sistemas, carrera que no tardó en abandonar. Se casó y tuvo una hija. Cuando una amiga le pidió que la acompañase a un casting, descubrió su verdadera vocación. Estudió actuación en la escuela del maestro Augusto Fernandes desde 1997 hasta el 2004, hizo cursos con Beatriz Spelzini, Susana Pampín, Fernando Piernas y Alberto Segado.
Luego de varias incursiones en televisión y teatro, le llegó la oportunidad de protagonizar su primera película estrenada en el 2017 titulada Madraza dirigido por Hernán Aguilar, y en la cual también tuvieron participación actores de la talla de Sofía Gala Castiglione, Gustavo Garzón, Mónica Ayos y Osmar Nuñez. Para su papel de Matilde, una ama de casa que se incorpora al mundo del narcotráfico, tuvo que aumentar 20 kilos primero y adelgazarlos después. La comedia negra tocó sin golpes bajos varios de los temas más relevantes de la sociedad argentina, como la violencia de género, la corrupción y la desigualdad social.
En cine también trabajó en las películas Estudio para una siesta paraguaya (2003) de Lía Dansker, El hombre de al lado (2009) dirigida por Gastón Duprat y Mariano Cohn protagonizada por Rafael Spregelburd y Daniel Aráoz, Carancho (2009) con dirección de Pablo Trapero y actuada por Ricardo Darín y Martina Gusman, El niño pez (2009) con dirección y guion de Lucía Puenzo, con Inés Efrón y Emme, Los quiero a todos (2012) con dirección de Luciano Quilici, con Ramiro Agüero y Santiago Gobernori y Gilda, no me arrepiento de este amor (2016) junto a Natalia Oreiro.
En televisión actuó en roles secundarios en tiras como Por el nombre de Dios con Alfredo Alcón, Valientes, Don Juan y su bella dama, Sos mi vida, Culpable de este amor y Son Amores.

## Premios

### Premios Cóndor de Plata
| Año  | Categoría                  | Película | Resultado |
| ---- | -------------------------- | -------- | --------- |
| 2018 | Actriz Revelación Femenina | Madraza  | Ganador   |

## Filmografía
- 2021: Quemar las naves
- 2017: Madraza.
- 2016: Gilda, no me arrepiento de este amor.
- 2013: Lectura según Justino.
- 2012: Los quiero a todos.
- 2009: El niño pez
- 2009: Carancho.
- 2009: El hombre de al lado.
- 2003: Estudio para una siesta paraguaya.
- 1997: Diario para un cuento

## Televisión
- 2019: Tu parte del trato.
- 2018: El Marginal 2.
- 2018: Sandro.
- 2018: Aimé. La vida de Aimé Painé.
- 2012: Tiempos compulsivos.
- 2011: El hombre de tu vida.
- 2011: Maltratadas.
- 2011: El puntero.
- 2009: Valientes
- 2008: Don Juan y su bella dama.
- 2008: Vidas robadas
- 2006: Sos mi vida.
- 2006: Chiquititas.
- 2005: Amor en custodia.
- 2004: Culpable de este amor.
- 2003: Son Amores.
- 2002: Kachorra.
- 2002: Máximo corazón.
- 2002: Franco Buenaventura, el profe.
- 2002: Maridos a domicilio
- 1999: Por el nombre de Dios.
- 1997: Como vos y yo.
- 1997: Ricos y famosos.
- 1997: Los médicos.
- 1996: Poliladron.

## Teatro[5]
- 2011-2011: Las Estrellas Nunca Mueren.
- 2009-2009: Kuñá.
- 2008-2008: La Re-Vuelta de los Padres.
- 2008-2008: Curupayty.
- 2007-2007: Cangrejal.
- 2006-2006: La Mano del Hombre.
- 2005-2005: Paraguay ningò yavè.
- 2004- 2005: Muñeco de trapo.
- 2004-2004: Furias 4 historias.
- 2003-2003: Julián Bisbal.
- 2002-2002: Estela de madrugada.
- 2001-2001: Nuestro fin de Semana.
- 1997-1998: El Solterón.